# Сабельников, Фёдор Сидорович
Фёдор Сидорович Сабельников (26 апреля [9 мая] 1908, Караичное, Харьковская губерния — 17 марта 1947, Грозный) — командир 222-го гвардейского стрелкового полка 72-й гвардейской стрелковой дивизии 7-й гвардейской армии Степного фронта, гвардии майор. Герой Советского Союза.

## Биография
Родился 26 апреля (9 мая по новому стилю) 1908 года в селе Караичное Российской империи, ныне Волчанского района Харьковской области Украины, в семье крестьянина. Русский.
Образование 7 классов. Работал строителем в Харькове.
В Красной Армии в 1930—1937 годах и с 1939 года. До 1932 года служил отделённым командиром проводников служебных собак в 6-м пограничном отряде Ленинградского военного округа. В 1934 году окончил пехотное отделение 3-й школы пограничной охраны и войск ОГПУ имени Менжинского. До 1937 года служил командиром стрелкового взвода на заставе 25-го погранотряда.
С 1937 по 1939 годы находился в запасе — лечился от туберкулёза. В сентябре 1939 года вновь призван в армию, в звании старшего лейтенанта служил командиром роты 600-го стрелкового полка 147-й стрелковой дивизии 18-й армии. Нёс службу вблизи границы западнее города Станислав (ныне Ивано-Франковск). Здесь его застал день 22 июня 1941 года.
Участвовал в оборонительных боях в районе городов Станислав, Умань, Запорожье. Под Запорожьем был тяжело ранен и эвакуирован в госпиталь. На фронт Сабельников вернулся в декабре 1941 года. 2 января 1942 года ему было присвоено звание капитана. В должности командира батальона 467-го стрелкового полка 216-й стрелковой дивизии 18-й армии он участвовал в обороне Донбасса. В июле 1942 года был отозван с фронта и с 1 августа стал слушателем Военной академии имени М. В. Фрунзе. Пройдя ускоренный курс обучения, майор Сабельников в ноябре 1942 года был направлен на Сталинградский фронт. В должности командира 1326-го стрелкового полка 422-й стрелковой дивизии 64-й армии участвовал в окружении и ликвидации 6-й армии вермахта (операции «Уран» и «Кольцо»). За героизм, проявленный в Сталинградской битве, 422-я стрелковая дивизия была преобразована в 81-ю гвардейскую, а майор Сабельников награждён орденом Красного Знамени.
Летом 1943 года Фёдор Сидорович, командуя 222-м гвардейским стрелковым полком, участвовал в Курской битве. За умелое командование подразделением в боях за Белгород был награждён орденом Красной Звезды. Особенно отличился майор Сабельников в битве за Днепр.
Командир 222-го гвардейского стрелкового полка гвардии майор Сабельников в ночь на 25 сентября 1943 года первым в дивизии умело организовал форсирование Днепра на подручных средствах на рубеже сёл Новый Орлик — Бородаевка (Верхнеднепровский район Днепропетровской области). Полк захватил плацдарм глубиной 4 километра и по фронту 2 километра, нанёс противнику большой урон, чем способствовал форсированию реки остальным частям дивизии. 23 октября 1943 года Ф. С. Сабельников был произведён в гвардии подполковники, а 26 октября 1943 года указом Президиума Верховного Совета СССР ему было присвоено звание Героя Советского Союза.
В декабре 1943 года во время боёв на Криворожском направлении у Фёдора Сидоровича случился рецидив туберкулёза. Он был выведен в резерв 2-го Украинского фронта, а затем целый год лечился в больнице и санатории.
На службу гвардии подполковник Сабельников вернулся 25 января 1945 года и был назначен командиром 104-го гвардейского полка 36-й гвардейской стрелковой дивизии 7-й гвардейской армии 2-го Украинского фронта. Сражался на территории Венгрии, Чехословакии и Австрии. Под Эстергомом был ранен в руку, но остался в строю. За умелое руководство полком в боях за Будапешт и Братиславу был награждён орденом Суворова 3-й степени. День Победы встретил на реке Мур в Австрии.
На заключительном этапе Второй мировой войны Ф. С. Сабельников принимал участие в разгроме Квантунской армии на Дальнем Востоке, являясь помощником представителя Военного Совета Забайкальского фронта при штабе группы войск Монгольской Народной Республики.
После войны, с 1946 года, подполковник Ф. С. Сабельников работал военкомом Молотовского РВК города Грозный. На этой должности он проработал менее года. Вновь обострился туберкулёз и 17 марта 1947 года Герой Советского Союза Фёдор Сидорович Сабельников скончался.
Похоронен на Центральном кладбище в Грозном. Могила является памятником регионального значения. По данным от 2010 года находится в неудовлетворительном состоянии.

## Награды
- Указом Президиума Верховного Совета СССР от 26 октября 1943 года за образцовое выполнение боевых заданий командования на фронте борьбы с немецко-фашистскими захватчиками и проявленные при этом мужество и героизм гвардии майору Сабельникову Фёдору Сидоровичу присвоено звание Героя Советского Союза с вручением ордена Ленина и медали «Золотая Звезда» (№ 3185).
- Награждён орденами Красного Знамени (06.02.1943), Суворова 3-й степени (№ 2142 от 19.04.1945), Отечественной войны 1-й степени (01.10.1945), Красной Звезды (12.08.1943), медалями.

## Память
В 1984 году имя Сабельникова было присвоено бывшей улице Дробильная в городе Грозный.